# Втора стогодишна война
Втората стогодишна война от 1689/1714 до 1815 г. (на френски: Seconde guerre de Cent Ans; на английски: Second Hundred Years' War) е термин в историческата условна периодизация, използван от някои историци за означаване на поредицата военни конфликти между Кралство Англия (и наследилото го Кралство Великобритания) и Кралство Франция.
Започват от 1689 г. с т.нар. Деветгодишна война (или от 1714 г.) и продължават до битката при Ватерло от Наполеоновите войни през 1815 г.
Терминът е аналогичен на наименованието на предходната Стогодишна война, положила началото на съперничеството между Англия и Франция през XIV век. В тази връзка има и други популярни аналогии, като тази за съперничеството между Рим (по време на Стария ред Париж също претендирал за Трети Рим) и Вероломния Албион като типичната таласократия на пунически Картаген.